# Zákolanský potok
Zákolanský potok este o arie protejată (arie specială de conservare — SAC, sit de importanță comunitară — SCI) din Republica Cehă întinsă pe o suprafață de 10,1 ha, integral pe uscat.

## Localizare
Centrul sitului Zákolanský potok este situat la coordonatele 50°08′49″N 14°14′26″E / 50.146944°N 14.240556°E.

## Înființare
Situl Zákolanský potok a fost declarat sit de importanță comunitară în noiembrie 2009 pentru a proteja 1 specie de animale. Situl a fost protejat și ca arie specială de conservare în ianuarie 2018.

## Biodiversitate
Situată în ecoregiunea continentală, aria protejată nu include niciun habitat protejat.
La baza desemnării sitului se află o specie protejată de  nevertebrate: Austropotamobius torrentium.